# Danh sách đơn vị hành chính Tây Tạng

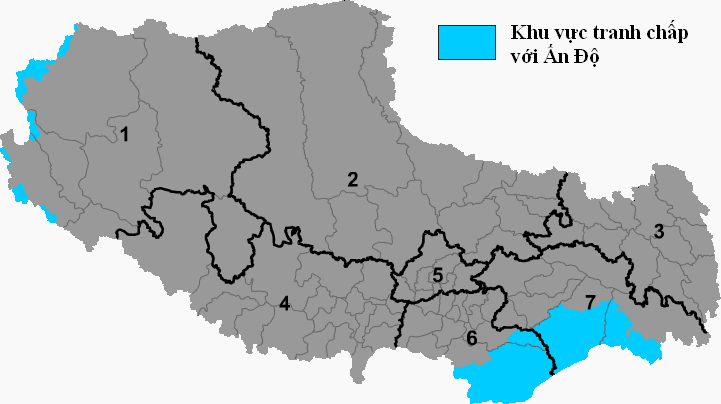
Bản đồ hành chính Khu tự trị Tây Tạng

Khu tự trị Tây Tạng, Trung Quốc được chia ra thành các đơn vị hành chính sau:
- 7 đơn vị cấp địa khu
  - 1 địa cấp thị
  - 6 địa khu
- 73 đơn vị cấp huyện
  - 1 huyện cấp thị
  - 71 huyện
  - 1 khu (quận)
- 692 đơn vị cấp hương
  - 140 trấn/ thị trấn
  - 535 hương/ xã
  - 8 hương dân tộc
  - 9 nhai đạo

Tất cả các đơn vị hành chính này được giải thích chi tiết trong bài phân cấp hành chính Trung Quốc. Danh sách sau chỉ liệt kê các đơn vị hành chính cấp địa khu và cấp huyện của Tây Tạng.
| Thành phố (địa cấp thị)                        | Quận                                           | Huyện, thành phố cấp huyện (huyện cấp thị) |
| ---------------------------------------------- | ---------------------------------------------- | --- |
| • Lhasa (Lạp Tát) (拉萨市)                     | Thành Quan (城关区)                            | Lhünzhub (Lâm Chu (林周县) Damxung (Đương Hùng) (当雄县) Nyêmo (Ni Mộc) (尼木县) Qüxü (Khúc Thủy) (曲水县) Doilungdêqên (Đôi Long Đức Khánh) (堆龙德庆县) Dagzê (Đạt Tư) (达孜县) Maizhokunggar (Mặc Trúc Công Tạp) (墨竹工卡县) |
| • địa khu Nagqu (Na Khúc) (那曲地区)           | • địa khu Nagqu (Na Khúc) (那曲地区)           | Nagqu (Na Khúc) (那曲县) Lhari (Gia Lê) (嘉黎县) Biru (Bỉ Như) (比如县) Nyainrong (Niếp Vinh) (聂荣县) Amdo (An Đa) (安多县) Xainza (Thân Trát) (申扎县) Sog (Tác) (索县) Baingoin (Ban Qua) (班戈县) Baqên (Ba Thanh) (巴青县) Nyima (Ni Mã) (尼玛县) Đặc khu Song Hồ (双湖特别区) |
| • địa khu Qamdo (Xương Đô) (昌都地区)          | • địa khu Qamdo (Xương Đô) (昌都地区)          | Qamdo (Xương Đô) (昌都县) Jomda (Giang Đạt) (江达县) Gonjo (Cống Giác) (贡觉县) Riwoqê (Loại Ô Giới) (类乌齐县) Dêngqên (Đinh Thanh) (丁青县) Zhag'yab (Sát Nhã) (察雅县) Baxoi (Bát Túc) (八宿县) Zogang (Tả Cống) (左贡县) Markam (Mang Khang) (芒康县) Lhorong (Lạc Long) (洛隆县) Banbar (Biên Bá) (边坝县) |
| • địa khu Nyingchi (Lâm Tri) (林芝地区)        | • địa khu Nyingchi (Lâm Tri) (林芝地区)        | Nyingchi (Lâm Tri) (林芝县) Gongbo'gyamda (Công Bố Giang Đạt) (工布江达县) Mainling (Mễ Lâm) (米林县) Mêdog (Mặc Thoát) (墨脱县) Bomi (Ba Mật) (波密县) Zayü (Sát Ngung) (察隅县) Nang (Lãng) (朗县) |
| • địa khu Sơn Nam (山南地区)                   | • địa khu Sơn Nam (山南地区)                   | Nêdong (Nãi Đông) (乃东县) Chanang (Trát Nang) ((扎囊县) Gongar (Cống Dát) (贡嘎县) Sangri (Tang Nhật) (桑日县) Qonggyai (Quỳnh Kết) (琼结县) Qusum (Khúc Tùng) (曲松县) Comai (Thố Mỹ) (措美县) Lhozhag (Lạc Trát) (洛扎县) Gyaca (Gia Tra) (加查县) Lhünzê (Long Tử) (隆子县) Cona (Thác Na) (错那县) Nagarzê (Lãng Tạp Tử) (浪卡子县) |
| • địa khu Xigazê (Nhật Khách Tắc) (日喀则地区) | • địa khu Xigazê (Nhật Khách Tắc) (日喀则地区) | thành phố cấp huyện Xigazê (Nhật Khách Tắc) (日喀则市) Namling (Nam Mộc Lâm) (南木林县) Gyangzê (Giang Tư) (江孜县) Tingri (Định Nhật) (定日县) Sa'gya (Tát Già) (萨迦县) Lhazê (Lạp Tư) (拉孜县) Ngamring (Ngang Nhân) (昂仁县) Xaitongmoin (Tạ Thông Môn) (谢通门县) Bainang (Bạch Lãng) (白朗县) Rinbung (Nhân Bố) (仁布县) Kangmar (Khang Mã) (康马县) Dinggyê (Định Kết) (定结县) Zhongba (Trọng Ba) (仲巴县), Á Đông (亚东县) Gyirong (Cát Long) (吉隆县) Nyalam (Niếp Lạc Mộc) (聂拉木县) Saga (Tát Dát) (萨嘎县) Gamba (Cương Ba) (岗巴县) |
| • địa khu Ngari (A Lý) (阿里地区)              | • địa khu Ngari (A Lý) (阿里地区)              | Gar (Cát Nhĩ) (噶尔县) Burang (Phổ Lan) (普兰县) Zanda (Trát Đạt) (札达县) Rutog (Nhật Thổ) (日土县) Gê'gyai (Cách Cát) (革吉县) Gêzêr (Cải Tắc) (改则县) Coqên (Thố Cần) (措勤县) |